# Friedrich Drexel
Friedrich Drexel (* 29. August 1885 in Bodenbach a. d. Elbe; † 8. Februar 1930 in Frankfurt am Main) war ein deutscher Provinzialrömischer Archäologe.

## Leben
Drexel studierte Klassische Archäologie und wurde 1909 bei Georg Loeschcke an der Universität Bonn mit einer Arbeit über Alexandrinische Silbergefäße der Kaiserzeit promoviert. 1912–1913 war er Reisestipendiat des Deutschen Archäologischen Instituts. Er arbeitete als Assistent von Ernst Fabricius für die Reichs-Limeskommission in Freiburg und ab 1914 bei der Römisch-Germanischen Kommission (RGK) in Frankfurt am Main. Im Jahr 1920 erschien seine Habilitationsschrift über die Bilder der Igeler Säule. Im Jahr 1924 wurde er zum Direktor der Römisch-Germanischen Kommission  ernannt. Diesen Posten behielt er bis zu seinem plötzlichen Tod im Februar 1930. 1925 wurde er Honorarprofessor an der Universität Frankfurt.
Am Abend des 8. Februar 1930 kam Drexel von einem Spaziergang nicht mehr nach Hause zurück und galt als vermisst. Seine Leiche wurde erst am 16. März 1930 bei Frankfurt-Höchst aus dem Main geborgen. Die Todesumstände sind bis heute ungeklärt.

## Wirken
Als Schüler von Georg Loeschke war Drexel ausgebildeter Klassischer Archäologe, widmete sich aber wissenschaftlich vor allem der Erforschung der römischen Hinterlassenschaften im damaligen deutschen Reichsgebiet. Im Limeswerk hat er bereits in frühen Jahren Beiträge zu Miltenberg, Stockstadt und Faimingen verfasst. Als Direktor der RGK leistete Drexel einen wichtigen Beitrag zur Wiederherstellung der Kontakte zwischen deutschen und ausländischen Archäologen, die in den Jahren nach dem Ersten Weltkrieg abgebrochen waren. Während seines Direktorats gelang es ihm, vor allem die Beziehungen zwischen der deutschen und der südosteuropäischen Archäologie zu stärken. Dies geschah unter der Mitwirkung seines Assistenten und späteren Zweiten Direktors Gerhard Bersu. Im Oktober 1926 wurde Drexel hierfür zu Verhandlungen ins ungarische Kultusministerium nach Budapest eingeladen und konnte dort wichtige Vereinbarungen schließen, die die Grundlage für eine Zusammenarbeit deutscher und ungarischer Archäologen bildeten. Bei den Verhandlungen war sicherlich von Vorteil, dass Drexel selbst ungarisch sprach. Ab 1927 fanden in Folge dieser Vereinbarungen die gemeinsamen Studienfahrten deutscher und donauländischer Bodenforscher statt. Die engen Kontakte der RGK zu Wissenschaftlern in Südosteuropa konnten bis in die Zeit des „Dritten Reiches“ aufrechterhalten werden. Auch gemeinsame Grabungsprojekte wurden verwirklicht.

## Schriften (Auswahl)
- Zur Mainzer Juppitersäule. In: Römisch-Germanisches Korrespondenzblatt. Band 8, 1915, S. 65–69.
- Die Bilder der Igeler Säule. In: Mitteilungen des Deutschen Archäologischen Instituts, Römische Abteilung. Band 25, 1920, S. 84–142.
- Die Götterverehrung im römischen Germanien. In: Bericht der Römisch-Germanischen Kommission. Band 14, 1922, S. 1–68.
- Fünfundzwanzig Jahre Römisch-Germanische Kommission. Zur Erinnerung an die Feier des 9.–11. Dezembers 1927, hrsg. von der Römisch-German. Kommission d. Archäolog. Instituts d. Deutschen Reiches, Vorwort von Friedrich Drexel.